# Fissicepheus haradai
Fissicepheus haradai är en kvalsterart som beskrevs av Choi 1986. Fissicepheus haradai ingår i släktet Fissicepheus och familjen Tetracondylidae. Inga underarter finns listade i Catalogue of Life.